# Laikunlava
La scène de Laikku (en finnois : Laikunlava) est une scène de spectacle couverte dans le parc de la bibliothèque du centre-ville de Tampere en Finlande,.

## Présentation
La scène est à proximité des Tammerkoski et de la place centrale.
La scène est couverte et mesure environ 8 × 5 mètres et comporte des gradins pour chorale à l'arrière. 
Des escaliers mènent à la scène a l'avant et à l'arrière, la scène est aussi accessible par une rampe. 
L'entourage de la scène est pavé et des bancs pour le public sont posés sur la pelouse devant la scène durant l'été.

## Étymologie
Le nom de la scène a été donné lors d'un concours organisé par le magazine Moro. 
Laikku est un mot du dialecte de Tampere qui signifie bibliothèque ou «prêt». 
Il a également été jugé approprié comme nom de scène pour la scène dans la mesure où la scène peut être «empruntée» par les habitants de la ville.

## Galerie

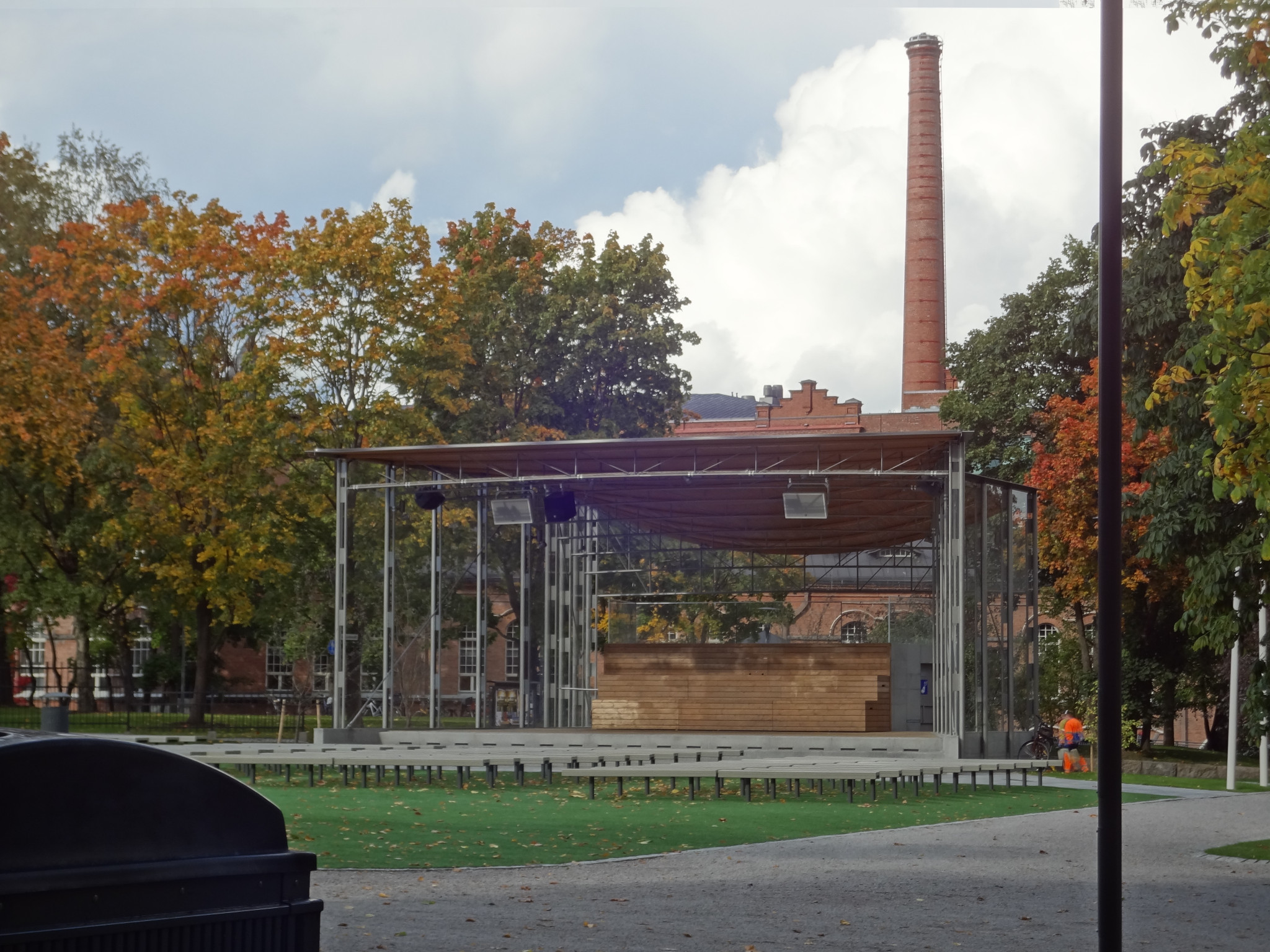
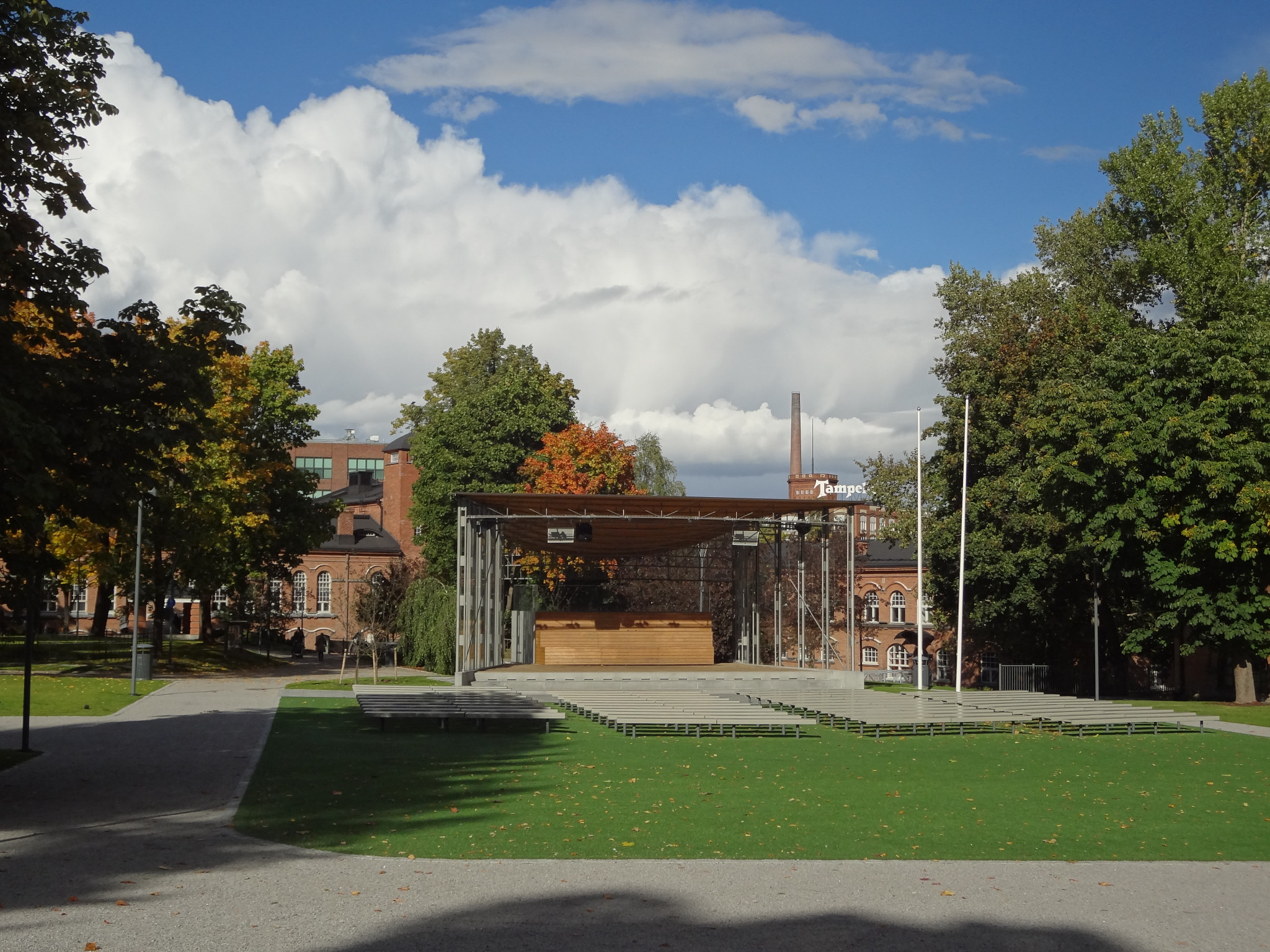
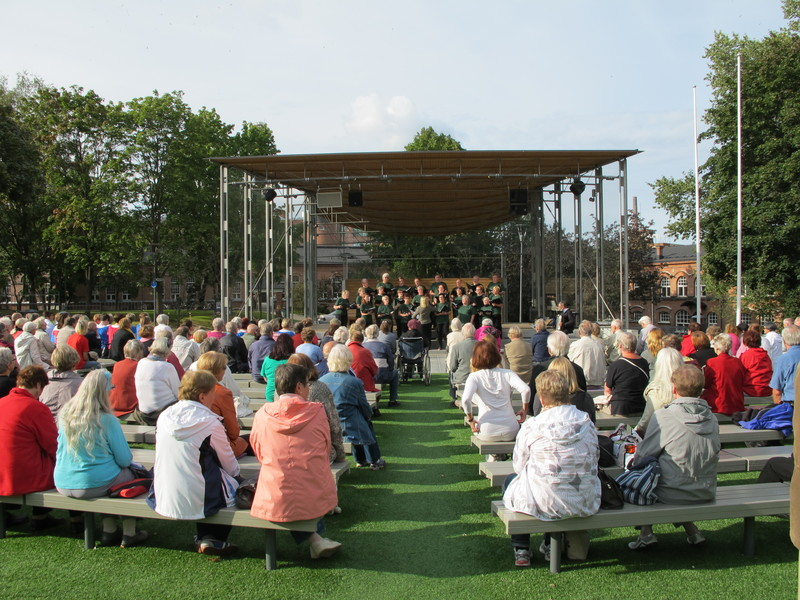
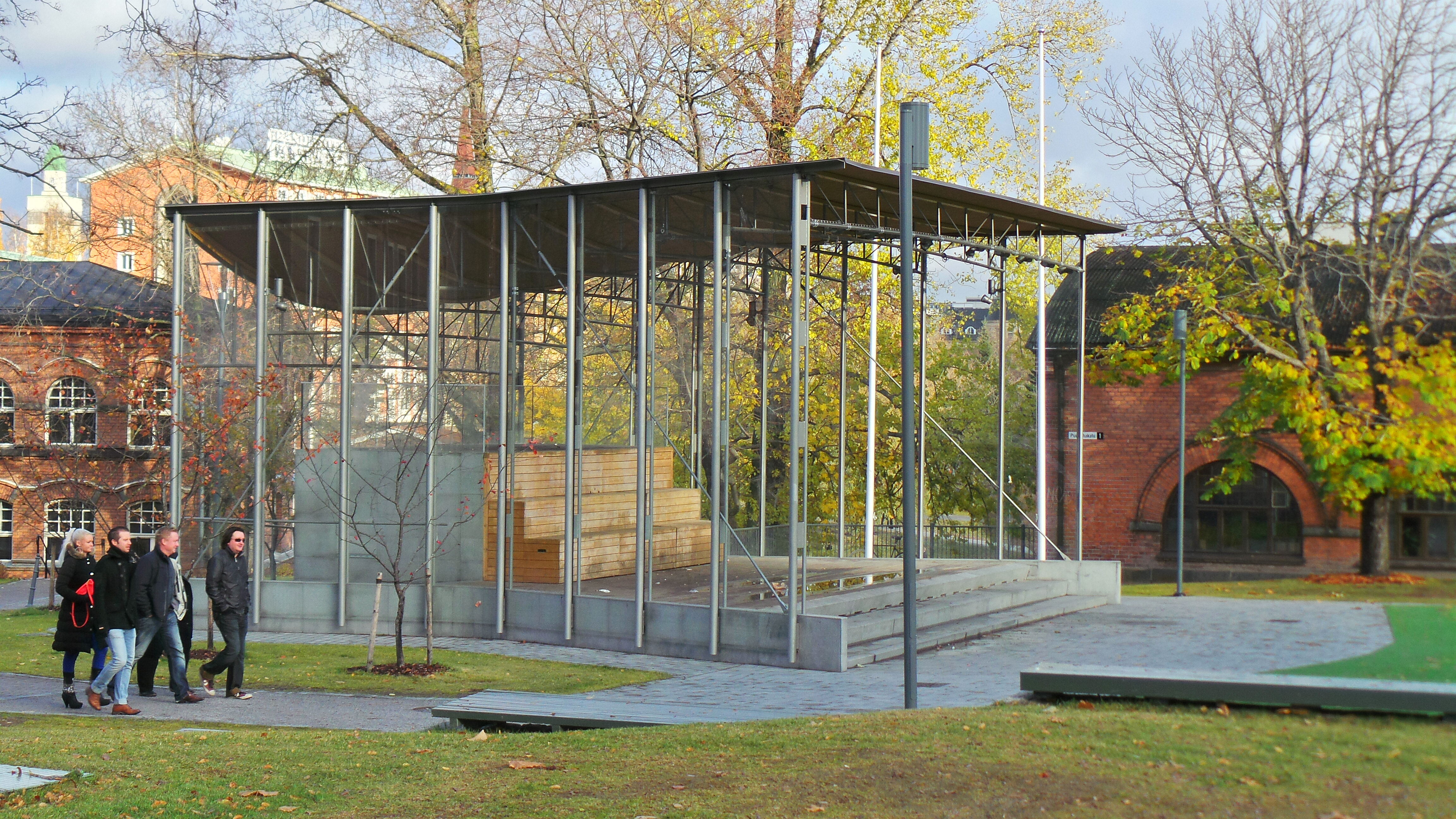